# Facundo Gambandé
Facundo Gambandé (* 10. Januar 1990 in Córdoba) ist ein argentinischer Schauspieler, Sänger und Tänzer.

## Leben
Gambandés Karriere begann im Jahr 2011, als er mit den Dreharbeiten zu der Disney-Channel-Fernsehserie Violetta begann. Er übernahm die Rolle des Maximiliano „Maxi“ Ponte, ein Schüler im Studio und einer der besten Freunde der titelgebenden Figur. Er wirkte in der Jugend-Telenovela von 2012 bis 2015 mit und erlangte dadurch in vielen Ländern Bekanntheit. Auf den dazugehörigen Soundtracks Violetta – Der Original-Soundtrack zur TV-Serie, Cantar es lo que soy, Hoy Somos más und Violetta en vivo war er ebenfalls zu hören.

## Filmografie
- 2012–2015: Violetta (Fernsehserie)
- 2016–2017: Por amarte asi (Fernsehserie)
- 2017:Cantantes en Guerra (Film)
- 2019–2020 BIA (Fernsehserie)

## Diskografie
Soundtracks
- 2012: Violetta
- 2012: Cantar es lo que soy
- 2013: Hoy Somos más
- 2013: Violetta en vivo